# Tydals kommun
Tydals kommun (norska: Tydal kommune) är en kommun i Trøndelag fylke i mellersta Norge. Kommunen gränsar i norr mot Meråkers kommun, i väster mot Selbu och Holtålens kommuner, i söder mot Røros kommun och i öster mot Bergs och Åre kommuner i Jämtlands län i Sverige. Centralort är Ås.
Det var här 4 273 man från Carl Gustav Armfeldts armé dog av köld vintern 1719, på återmarsch (Karolinernas dödsmarsch) från Trondheim efter att den svenske kungen Karl XII hade blivit skjuten vid Fredrikstens fästning i Halden, Norge. Genom Tydals kommun går vandringsleden Karolinerleden.[källa behövs]

## Administrativ historik
Tydals kommun upprättades den 1 januari 1901 genom utbrytning ur Selbu kommun. Kommunen hade 881 invånare vid upprättandet.
Den 1 mars 2020 överfördes ett mindre område (fritidsfastigheterna gnr 121, bnr. 5, 7 och 8) från Tydals kommun till Røros kommun.

## Tätorter
I Tydals kommun finns inga tätorter.

## Socknar
Inom Norska kyrkan motsvaras Tydals kommun av Tydals socken i Stjørdals prosteri i Nidaros stift.

## Bilder

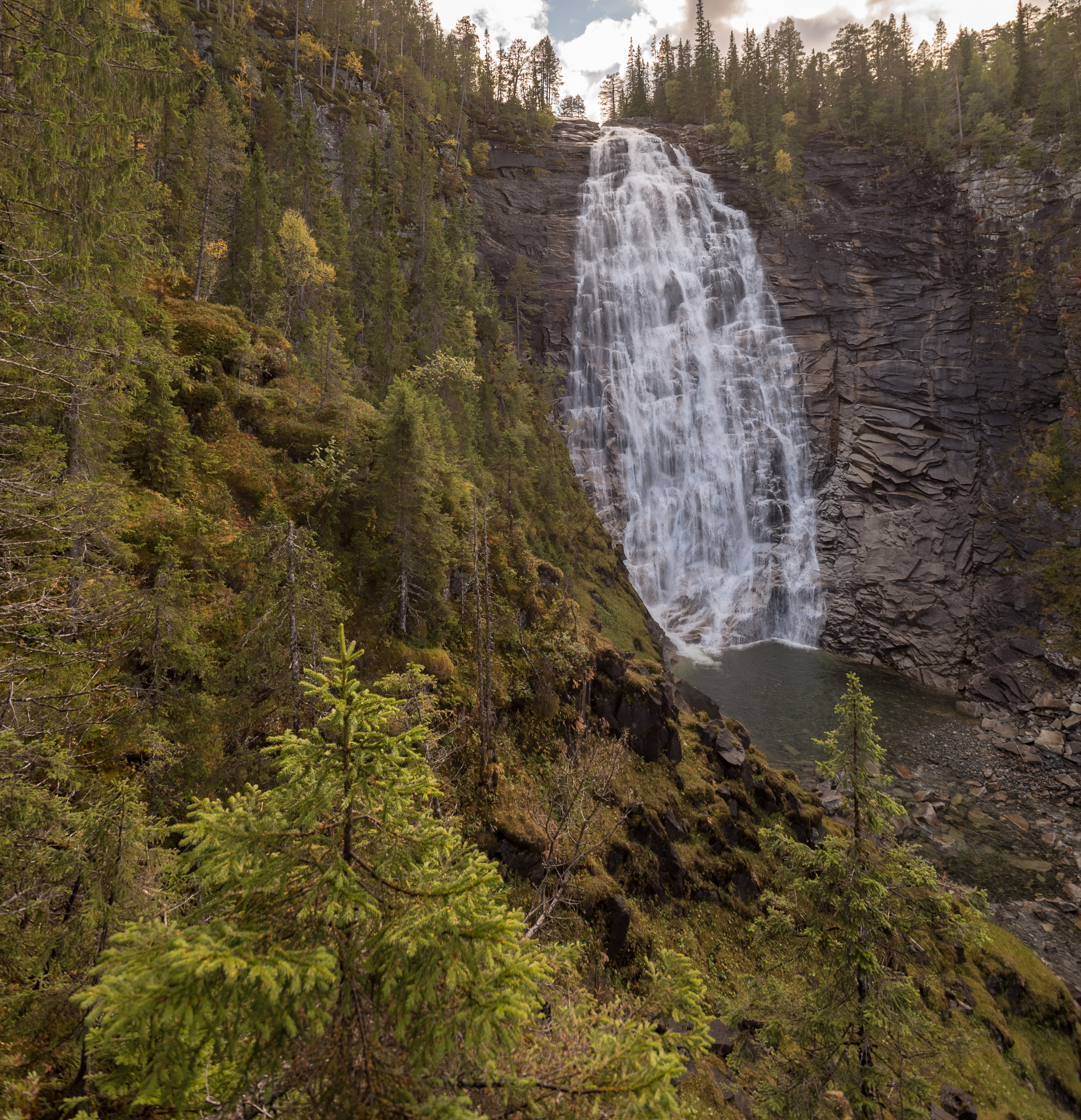
Henfallet.
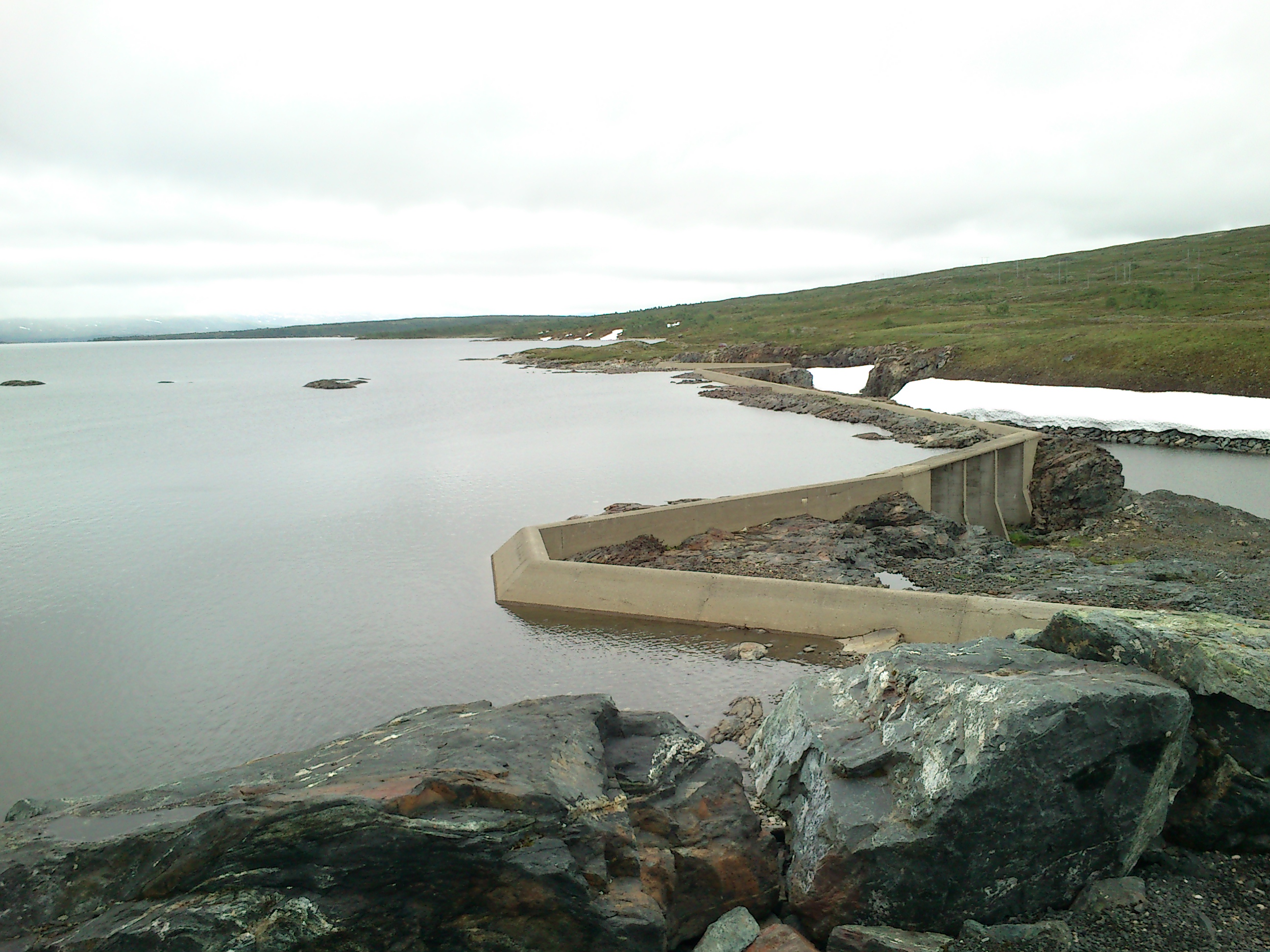
Nesjødammen.
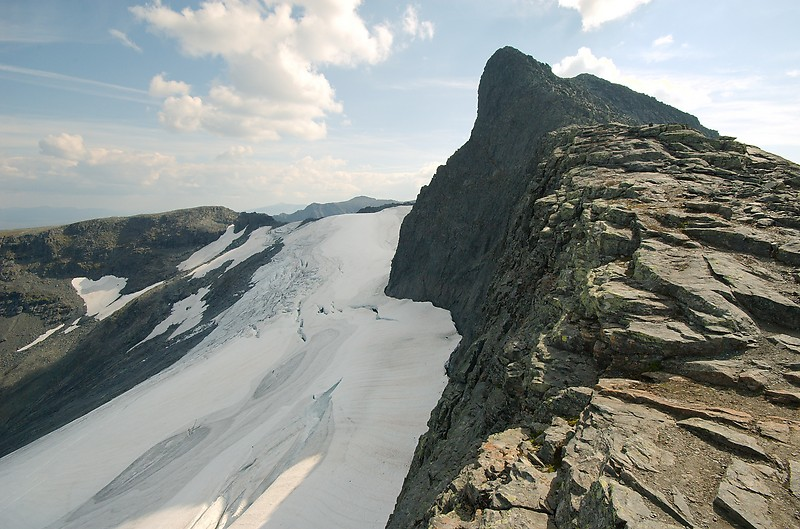
Norra sluttningen på Storsylen i Sylarna.